# Isla Beauchene
La isla Beauchene (si se pronuncia este nombre en el original idioma francés Beauchêne, suena aproximadamente: boshén) es parte del archipiélago de las islas Malvinas. Esta isla se localiza a unos 50 kilómetros al sur de la isla de los Leones Marinos, la cual es la más cercana a la misma; por su parte la isla Beauchene dista 59 km de la punta Toro, en el extremo sureste de la isla Soledad. Su nombre recuerda al marino francés Jacques Gouin de Beauchêne que la avistó en 1701.
En esta isla se encuentra el punto extremo austral del archipiélago de las Malvinas. Además, al sur de este accidente geográfico se ubica uno de los puntos que determinan las líneas de base de la República Argentina, a partir de las cuales se miden los espacios marítimos que rodean al archipiélago.
La isla actualmente está deshabitada y es administrada por el Reino Unido como parte del territorio de ultramar de las Islas Malvinas, si bien es reclamada por la República Argentina, que la hace parte del departamento Islas del Atlántico Sur dentro de la provincia de Tierra del Fuego, Antártida e Islas del Atlántico Sur.

## Geografía
La isla Beauchene tiene aproximadamente 5,18 km² y está al norte del Banco Burdwood a unos 390 km al noreste de la isla de los Estados. Por ser la más aislada del archipiélago de las Malvinas, y por su reducido tamaño, no todos los mapas del archipiélago la incluyen.
La isla está dividida en dos partes, las cuales se conectan mediante istmos de arena, cumpliendo funciones de puente natural. La parte norte, con un montículo de 82,6 m de altura que remata en la punta Whirlwind (Remolino), y la parte sur con rocas desnudas y la mitad de la altura. Por sus lados este y sur hay acantilados, y por su lado oeste la costa es baja. Hay un anclaje natural localizado al este de la isla, el cual únicamente puede ser utilizado durante buen clima.
A 3,5 millas al sudoeste de la isla (a 52°58′00″S 59°16′00″O / -52.96667, -59.26667) se encuentra la sumergida roca Mintay, avistada por primera vez en 1841.

## Historia

### Descubrimiento

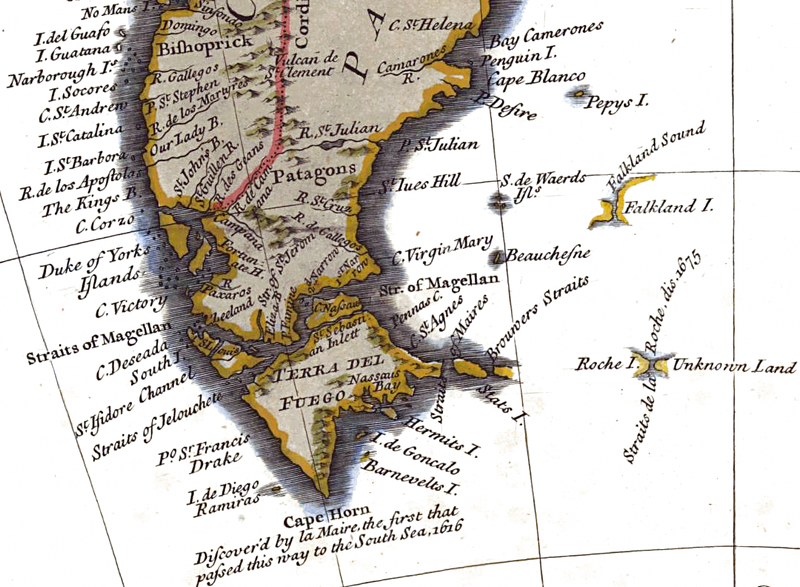
La isla Beauchene en un mapa del, aparece más al oeste que su verdadera posición (R.W. Seale, ca. 1745, fragmento).

Antoine de la Roche podría haber avistado la isla Beauchene a principios de abril de 1675, ya que según las fuentes argentinas, esta resulta más acorde a la confusa y dudosa descripción de Antoine de la Roche, pero esto no se conoce con certeza. 
Por el contrario, las fuentes británicas sostienen que De la Roche no avistó a la isla Beauchene sino que a la isla San Pedro (o Georgia del Sur).
Años más tarde del avistaje de Jacques Gouin de Beauchêne en 1701, hubo intentos de levantar un establecimiento en la isla, lo cual fracasó.

### Explotación lobera

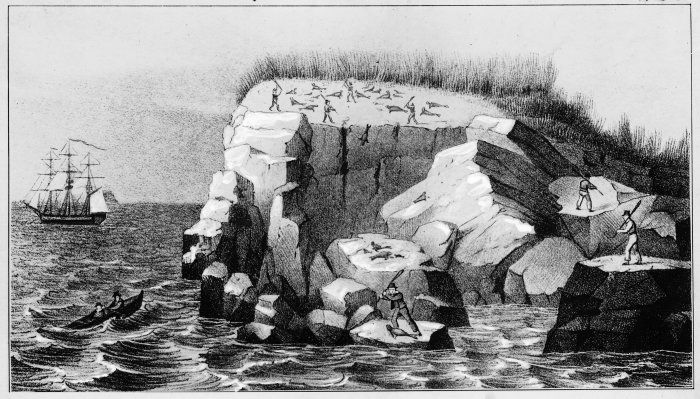
Explotación de lobos marinos en la isla Beauchene en 1833.

En 1834 un estadounidense de apellido McArthur llevó consigo 100 hombres a la isla, con el objeto de cazar a los leones marinos de la misma, lo cual llevó a estos a la extinción. No era la primera vez que marinos de los Estados Unidos navegaban territorios marítimos malvinenses desde los sucesos de la Revolución de Mayo en 1810 cometiendo caza exhaustiva de animales marinos, reputada ilegal por el Gobierno de Buenos Aires. En 1833, un año antes de este suceso, el gobernador argentino de las islas, Luis Vernet, apresó barcos de insignia estadounidense que estaban pescando en la zona. Este hecho desembocó en la destrucción por parte de una fragata estadounidense de los puertos de Malvinas y las baterías que se empleaban para la defensa de las mismas. Ese mismo año el Reino Unido tomó el control de las islas que se encontraban en posesión argentina.
Al este de la isla pueden apreciarse edificaciones antiguas, ya en ruinas, que fueron construidas en los años de 1830.
La primera expedición científica a la isla se realizó en 1951, cuando mediante un helicóptero se permaneció en la isla durante un mes.

### Guerra de las Malvinas
Durante la guerra de las Malvinas, el 4 de mayo de 1982, los aviones Super Etendard piloteados por el capitán Augusto Bedacarratz y por el teniente Armando Mayora, pasaron muy cerca de esta isla, por el lado sur, durante el vuelo en el que atacaron y hundieron al destructor HMS Sheffield con un misil Exocet AM-39.

## Flora y fauna
La isla ha sido declarada reserva natural por el gobierno británico de las Malvinas, esta cubierta por una hierba de tipo tussok, y es conocida por su colonia de albatros de ceja negra. Otra especie de animal en la isla es el pingüino de penacho amarillo (Eudyptes chrysocome). La isla tiene muchas cuevas, muchas de las cuales están todavía por explorar. También se caracteriza por la turba la cual se forma diez veces más rápido que en cualquier otro lugar del mundo, proceso que es aún inexplicable.